# راندي راسموسن
راندي راسموسن (بالإنجليزية: Randy Rasmussen)‏ هو لاعب كرة قدم أمريكية أمريكي، ولد في 27 سبتمبر 1960 في منيابولس في الولايات المتحدة.

## وصلات خارجية
- راندي راسموسن على موقع مرجع كرة القدم المحترفة.كوم (الإنجليزية)